# Corythos
Corythos ou Corythus (en grec ancien: Κόρυθος / Kórythos), héros italien et roi mythique des Tyrrhéniens en Italie, ancêtre des Étrusques, est un personnage de la mythologie grecque et romaine. 

## Famille
Corythos est le fils de Zeus et de la Pléiade Électre. Cela fait de lui un petit-fils des Titans Cronos et Rhéa de par son père et du Titan Atlas et de l'Océanide Téthys de par sa mère.
Il épouse Électre (sa propre mère donc selon certaines versions) qui lui donne deux fils: Iasion et Dardanos (fils de Zeus et Électre dans la plupart des versions).

## Mythologie
Selon la version de Virgile, Corythos fonda une ville à laquelle il donna son nom (aujourd'hui Cortone en Italie) et s'installa dans cette demeure; il était le père d'Iasion et de Dardanos qui, une fois qu'ils eurent grandi, s'en allèrent, l'un pour Samothrace et l'autre vers la Troade. Il a été enterré sous une montagne qui portait également son nom.